# Andrzej Zwoliński (działacz mieszczański)
Andrzej Zwoliński (ur. ok. 1736 w Sieradzu, zm. 16 grudnia 1814 tamże) – działacz mieszczański z okresu Sejmu Wielkiego, kupiec, piwowar i obywatel miasta Sieradza.
Pochodził prawdopodobnie z Sieradza, gdzie rozwinął szeroką działalność gospodarczą, zbijając duży majątek ("w krwawym pocie czoła dorobiony"), który uczynił z niego najbogatszego mieszkańca tego królewskiego miasta (posiadał na jego terenie ok. 10 nieruchomości). Jego wyuczonym zawodem było warzenie piwa - był mistrzem piwowarskim. Ok. 1787 r. król Stanisław August nadał mu honorowy tytuł sekretarza Jego Królewskiej Mości. W 1789 r., jako wójt miejski, Zwoliński wziął udział (razem z prezydentem Franciszkiem Mazurem) w Czarnej Procesji w Warszawie, składając swój podpis pod Aktem Zjednoczenia Miast. W tym czasie był już w stałym kontakcie z Hugonem Kołłątajem. Na polu walki o reformę miejską ściśle współpracował z synem Adamem.
W 1790 r. Zwoliński został nobilitowany przez Sejm Wielki - rekomendującym był kasztelan buski Teofil Załuski (który równocześnie zgłosił także Kacpra Meciszewskiego).
W 1791 r., na mocy postanowienia Komisji Policji Obojga Narodów, został wybrany na rewizora (jednego z czterech) mającego dokonać "rewizji" Sieradza w celu podzielenia go na cyrkuły i dozory.
W 1812 r. został asesorem zgromadzenia gminnego powiatów sieradzkiego i szadkowskiego, które zgłosiło akces do Konfederacji Generalnej Królestwa Polskiego.
W małżeństwie z Marianną Cytacką (ok. 1739-1827) oprócz wspomnianego syna Adama miał również córkę Salomeę, żonę Kajetana Dominika Kalinowskiego. Jego prawnukiem był Ludwik Brzozowski (syn Fryderyki Augusty z Kalinowskich) oraz Michał Antoni Zwoliński, a wnukiem tego ostatniego Marian Kenig.
Zwoliński zmarł w 1814 r. w swoim domu przy Rynku sieradzkim nr 15. Pochowany został w Sieradzu.
Wdowa po Zwolińskim mieszkała później wraz z córką w jej majątku Opacz Wielka pod Warszawą, gdzie też zmarła (jej zgon odnotowano w aktach parafii Raszyn, do której wówczas należała Opacz). Pochowano ją w grobie na cmentarzu Powązkowskim (kw. 1, rząd 2, miejsce 11), obok zmarłej kilkanaście lat wcześniej matki zięcia Kalinowskiego. Później spoczął tam również on sam i jego żona.